# Zdeněk Hasman

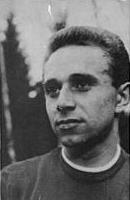
Hasman 1960

Zdeněk Hasman (* 30. Januar 1938 in Plzeň) ist ein ehemaliger tschechoslowakischer Radrennfahrer, der in den 1950er und 1960er Jahren aktiv war.

## Sportliche Laufbahn
Hasman, tschechoslowakischer Staatsamateur beim Armeesportklub Dukla Brno wurde durch seine Teilnahme an dem Drei-Länder-Etappenrennen Internationale Friedensfahrt bekannt, nachdem er zuvor bereits bei Etappenrennen in der Slowakei und Bulgarien Erfolge bestritten hatte. Seinen Einstand gab er bei der Tour 1960, die von Prag über Warschau nach Ost-Berlin führte. Als Zweitbester der tschechoslowakischen Mannschaft wurde er in der Gesamt-Einzelwertung 29. 1961 startete Hasman zwar ebenfalls bei der Friedensfahrt, musste aber vorzeitig aufgeben. Beim 1962er Rennen erkämpfte er sich auf der fünften Etappe von Karl-Marx-Stadt zum tschechischen Karlsbad einen Podiumsplatz, als er zeitgleich mit dem Etappensieger den dritten Platz erspurtete. In der Endabrechnung kam er als viertbester Tschechoslowake auf Rang 40. Auf demselben Platz landete Hasman auch bei der Tour 1963, jedoch nur als Fünfter innerhalb seiner sechsköpfigen Mannschaft. Es war aber die einzige Friedensfahrt, auf der er einen Etappensieg feiern konnte. Diesen erspurtete er sich aus einer 15-köpfigen Spitzengruppe auf dem sechsten Tagesabschnitt vom slowakischen Prešov zum polnischen Rzeszów vor Lothar Appler. Auf der nächsten Etappe Rund um Warschau unterlag er im Spurt Lothar Appler. 
1957 siegte er mit seinem Vereinsvierer in der nationalen Meisterschaft im Mannschaftszeitfahren. Den nationalen Titel im Einzelstraßenrennen gewann er 1963. Danach beendete er, erst 25 Jahre alt, seine aktive Laufbahn.